# 王叔晖
王叔晖（1912年8月—1985年7月），字郁芬，女，原籍浙江绍兴，生于天津，中国画家，曾任中国美术家协会理事。